# 佐々木健一 (野球)
佐々木 健一（ささき けんいち、1973年6月7日 - ）は、徳島県麻植郡川島町（現：吉野川市）出身の元プロ野球選手（投手）。

## 来歴・人物
徳島県麻植郡川島町（現吉野川市）に生まれ、地元の公立小中学校（吉野川市立川島小学校、吉野川市立川島中学校）を卒業後、徳島商業高へ進学。2年生だった1990年の夏の甲子園（第72回全国高等学校野球選手権大会）にエースとして出場し、3回戦まで進出した。3年夏は県大会初戦で池田高校に敗れた。高校の2学年後輩に川上憲伸がいた。
1991年のプロ野球ドラフト会議で中日ドラゴンズから2位指名を受け入団。
1993年に一軍に初昇格し、5試合登板も勝ち星なしだった。
1994年は1A・セントラルバレー・ロッキーズに野球留学した。しかし、故障等もあってフォームを崩したため翌年以降は低迷。
1995年に現役引退。最後のシーズンはブルペンでもストライクを投げるのに苦労していたような状態であった。翌年春に台湾プロ野球の兄弟エレファンツへテスト参加したがやはり制球力不足で入団に至らず。
引退後は地元で会社員の傍ら、2018年に設立された中学硬式チーム「徳島ウエストヤング」で監督を務める。2023年から総監督を務める。

## 詳細情報

### 年度別投手成績
| 年 度     | 球 団     | 登 板 | 先 発 | 完 投 | 完 封 | 無 四 球 | 勝 利 | 敗 戦 | セ 丨 ブ | ホ 丨 ル ド | 勝 率 | 打 者 | 投 球 回 | 被 安 打 | 被 本 塁 打 | 与 四 球 | 敬 遠 | 与 死 球 | 奪 三 振 | 暴 投 | ボ 丨 ク | 失 点 | 自 責 点 | 防 御 率 | W H I P |
| --------- | --------- | ----- | ----- | ----- | ----- | -------- | ----- | ----- | -------- | ----------- | ----- | ----- | -------- | -------- | ----------- | -------- | ----- | -------- | -------- | ----- | -------- | ----- | -------- | -------- | ------- |
| 1993      | 中日      | 5     | 0     | 0     | 0     | 0        | 0     | 0     | 0        | --          | ----  | 47    | 10.0     | 10       | 1           | 10       | 0     | 0        | 2        | 1     | 0        | 5     | 5        | 4.50     | 2.00    |
| 通算：1年 | 通算：1年 | 5     | 0     | 0     | 0     | 0        | 0     | 0     | 0        | --          | ----  | 47    | 10.0     | 10       | 1           | 10       | 0     | 0        | 2        | 1     | 0        | 5     | 5        | 4.50     | 2.00    |

### 記録
- 初登板：1993年7月31日、対ヤクルトスワローズ16回戦（明治神宮野球場）、8回表から5番手で救援登板、1回1失点
- 初先発：1993年10月20日、対横浜ベイスターズ25回戦（横浜スタジアム）、3回2/3を1失点

### 背番号
- 26 （1992年 - 1994年）
- 52 （1995年）

## 出演

### テレビ番組
- 高校野球中継（解説）
  - 全国高等学校野球選手権徳島大会（四国放送）

### ラジオ番組
- プロ野球中継（解説）
  - ラジオを持ってスタジアムへ行こう!徳島インディゴソックス戦中継（四国放送）
- 高校野球中継（解説）
  - 全国高等学校野球選手権徳島大会（四国放送）